# Georges Perrin
Georges Perrin (* 18. April 1892 in Saumur; † 10. August 1969 ebenda) war ein französischer Radrennfahrer.

## Sportliche Laufbahn
Perrin war Bahnradsportler und Teilnehmer der Olympischen Sommerspiele 1908 in London. Er startete in drei Disziplinen. Im Sprint über 660 Yards und über 1000 Meter sowie im Rennen über 5000 Meter konnte er sich nicht platzieren.
Auch 1920 nahm er an den Olympischen Sommerspielen in Antwerpen teil. Im Sprint (gegen Fred Taylor) und im Tandemrennen  schied er in den Vorläufen aus. Sein Partner auf dem Tandem war Henri Bellivier.